# Mauro Checcoli
Mauro Checcoli (n. 1 martie 1943, Bologna, Italia) este un sportiv ce a reprezentat Italia, medaliat olimpic. A participat la 2 ediții ale Jocurilor Olimpice (1964, 1968) în care a câștigat două medalii de aur.